# هنري لاتيمر (محامي)
هنري لاتيمر (بالإنجليزية: Henry Latimer)‏ هو قاضي ومحامي أمريكي، ولد في 22 يناير 1938، وتوفي في 2004 بسبب حادث مرور.